# Diaboolglooiing

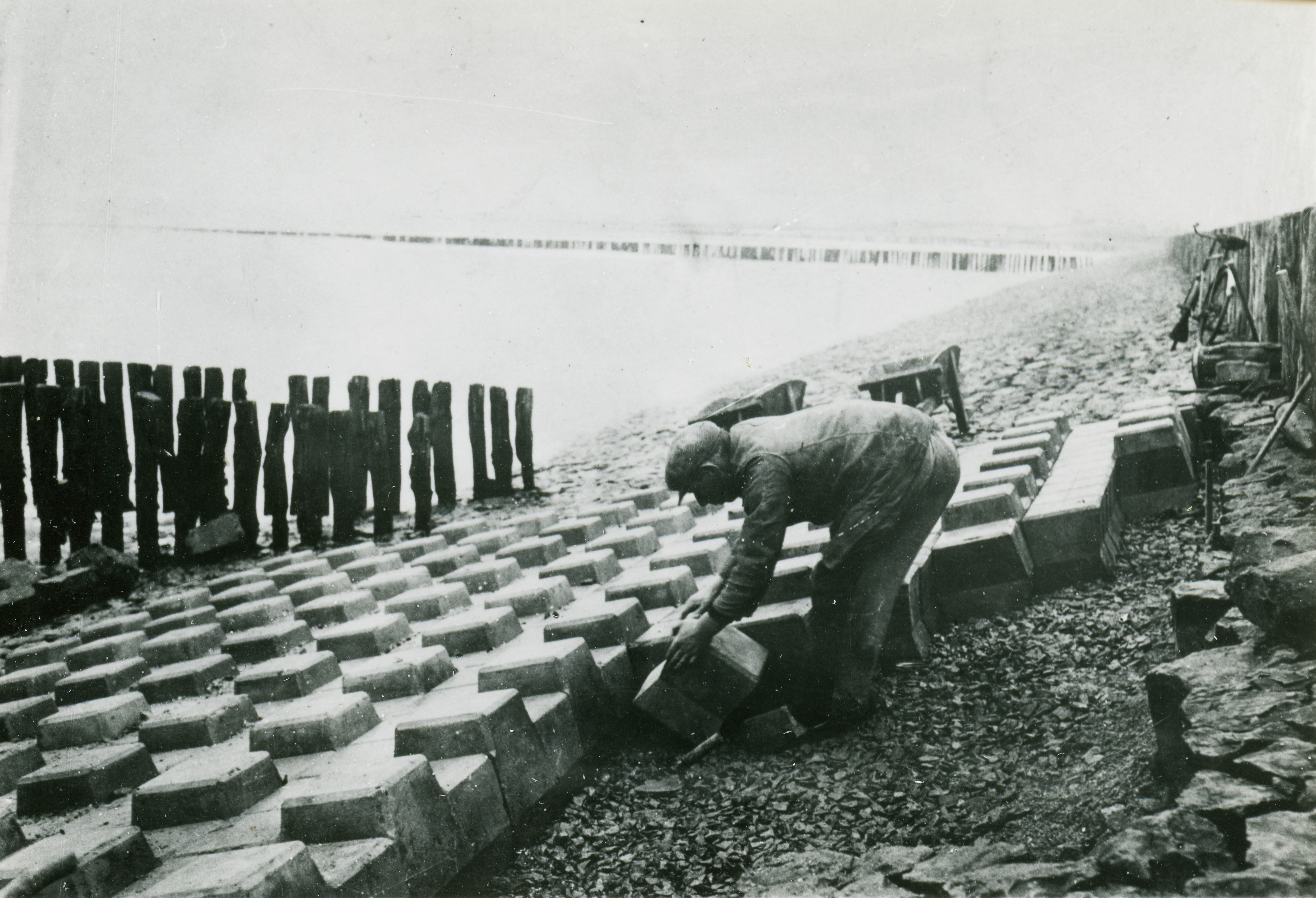
Diaboolglooiing, systeem Streefkerk

Diaboolglooiing is de naam voor een dijk- en oeverversterkingssysteem dat gebruikmaakte van vierkante betonblokken.
Het systeem is in 1941 uitgevonden door de heer I. Streefkerk, Technisch Hoofdambtenaar van Rijkswaterstaat. Daarom werd dit systeem ook wel: Systeem-Streefkerk genoemd.
Toen men betonblokken ging hanteren voor de versterking van oeverglooiingen bleek dit tot nadeel te hebben dat deze konden verzakken en hun verband verliezen. Bij de diaboolglooiing werd dit opgelost door de, overigens vierkante, blokken inspringende en uitspringende zijvlakken te geven, zodat hun verband gehandhaafd bleef.
Zo bestonden er blokken met 2 inspringende en 2 uitspringende zijvlakken, blokken met 4 uitspringende zijvlakken, en blokken met 4 inspringende vlakken: het diaboolmodel. De bedoeling was nu dat de zijvlakken van de rijen allemaal inspringende dan wel uitspringende vlakken hadden, wat met een combinatie van deze drie typen was te realiseren. Op deze wijze kon men de stenen ook gemakkelijk om bochten heen zetten. (zie: steenzetten).
De stenen werden ingesloten door een tweetal betonbanden, waarvan de benedenste een zeer grote sterkte moest hebben.
Het werk was elastisch en kon de werking van het dijktalud volgen zonder te gaan hangen.
Indien de diaboolglooiing bij zeeweringen werd toegepast, werden blokken met verhoogde kop toegepast. Deze waren in staat de golven effectief te breken en gaven aan de glooiing een karakteristiek uiterlijk. Deze blokken waren 'interlock-blokken', d.w.z. ze pasten in elkaar. Het was dus niet mogelijk om in de voltooide glooiing één blok er uit te trekken. Dit maakte de glooiing sterker, maar wel veel moeilijker te repareren bij schade. Uit later onderzoek bleek dat de bijdrage van de interlock aan de sterkte niet zo veel was, en daarom zijn er later in Nederland ook geen interlockblokken meer toegepast. 
De blokken werden onder meer geproduceerd door de betonfabriek De Hoop Terneuzen en zijn veelvuldig toegepast.
Tegenwoordig worden dijk- en oeverglooiingen met andere bloktypen of met asfalt en hebben dijkvakken met diaboolglooiing vooral een cultuurhistorische waarde.